# 開店!みーぱんベーカリー
『開店!みーぱんベーカリー』（かいてん!みーぱんべーかりー）は、2019年3月15日の、19:00 - 20:00からテレ朝チャンネルで放送されたバラエティ番組、料理番組。佐々木美玲の冠番組である。

## 概要
“みーぱん"こと日向坂46の佐々木美玲の初の冠番組で、パンが好きな佐々木美玲がゲストと一緒に、人気のパン屋めぐりや、パン屋の調理場を借りオリジナルのパンを作る。

## 出演者
- MC：佐々木美玲（日向坂46）
- ゲスト：渡邉美穂、金村美玖、潮紗理菜（日向坂46）

## スタッフ
- 企画協力：秋元康
- 構成：櫻井たつし
- CAM：李承宰
- AUD：高野太樹
- EED：坂本貴志
- MA・音効：阿部雄太
- デザイン：ツボイヒロム
- 技術協力：tune up、共テレ
- 協力：Seed & Flower
- 制作スタッフ：臼倉千裕、安藤幹
- 演出：金澤タダスケ
- プロデューサー：前田健太郎、大村嘉範
- 宣伝・ブレーン・監修：小菅聡之
- 制作協力：ラッキースマイル
- 制作著作：tv asahi